# Маевский, Томаш
Томаш Маевский (пол. Tomasz Majewski, род. 30 августа 1981 года) — польский толкатель ядра, двукратный олимпийский чемпион 2008 и 2012 годов. Серебряный призёр чемпионата мира 2009 года в Берлине, чемпион Европы 2010 года (после дисквалификации Андрея Михневича), чемпион Европы 2009 года в помещении, двукратный бронзовый призёр чемпионатов мира в помещении.
Несмотря на две победы на Олимпийских играх, Маевский за всю карьеру лишь один раз сумел подняться на подиум на летнем чемпионате мира.

## Карьера
30 мая 2014 года на соревнованиях Prefontaine Classic занял 5-е место — 20,59 м. На Олимпиаде 2016 года в Рио-де-Жанейро занял лишь 6-е место с результатом 20,72 м.